# Cold Fairyland
Cold Fairyland, (冷酷仙境, Lěngkù Xiānjìng) – C-rock grupa muzyczna z Szanghaju w Chinach. Ich muzyka łączy w sobie wschodnie melodie i rytmy z zachodnim symfonicznym rockiem i muzyką poważną. Grupa ma dwie strony: poważną i rockową, co pozwala im grać w salach koncertowych i w klubach rockowych. W muzyce Cold Fairyland słychać wpływy z Portishead, Dead Can Dance, Radiohead, na początku Genesis, Jethro Tull, Faye Wong i Dou Wei, a ich gatunek najlepiej można opisać jako rock progresywny.
Grupę założył w 2001 roku Lin Di (wokal/pipa/klawisze) i Su Yong (gitara basowa). Przerobili oni kilka napisanych wcześniej piosenek i nagrali demo. Nieoficjalnie wydane w internecie, zostało wydane przez wytwórnię LStape na kasecie. Demo stało się później dostępne na ich pierwszej płycie „Flying Over the City”. Tego samego roku perkusista Li Jia dołączył do zespołu i z kilkoma innymi zagrali swój pierwszy koncert w barze NowhereTown.
Cold Fairyland wydali sześć albumów, dwa na Tajwanie (przez Lin Di / Cold Fairyland) i cztery w Chinach.

## Skład zespołu
- Lin Di 林笛 : pipa, ruan, klawisze, wokal,
- Su Yong 苏勇 : gitara basowa, basowy wokal (2001-sierpień 2008)
- Seppo M. Lehto : gitara basowa, (od sierpnia 2008)
- Zhou Sheng’an 周圣安 : wiolonczela, basowy wokal
- Li Jia 李佳: Bębny i perkusja, basowy wokal
- Song Jianfeng 宋建丰: gitary
- Xi Jin’e 奚近萼 : klawisze (od czerwca 2008)

## Dyskografia
- Seeds on the Ground 地上的种子 - 2007
- Live at ARK- 冷酷仙境 2005现场 - 2006
- Ten Days In Magic Land - 魔境十日 - 2004, album solowy Lin Di
- Bride in Legend - 迷路新娘 - 2004, album solowy Lin Di
- Kingdom of Benevolent Strangers - 陌生仙子国 - 2003
- Flying Over The City - 2001

## Kompilacje
- John Lennon Tribute - Give Live a Chance - 2004 - Shanghai
- Rock and Roll Music Mag Issue 2006.4 insert CD and booklet with Zhou Sheng'an on both covers. www.xmusicmag.com

## DVD i wideo
- Cold Fairyland, Finland Tour 2008

## Nagrody
- 2008 Shanghai City Weekend Magazine, Bar and Restaurant Awards, Editor's Pick
- 2009 China Music Awards - Lin Di